# 新几内亚癞颈龟
新幾內亞癩頸龜（學名：Elseya novaeguineae）是齒緣癩頸龜屬下的一種淡水龜，發現於印度尼西亞和巴布亞新幾內亞。
新幾內亞癩頸龜曾在2010年被重新劃分到寬胸癩頸龜屬下，但是不久被發現是一個錯誤，於是重新移回。

## 外部連結
- Elseya novaeguinea （页面存档备份，存于）